# Лунана-кха
Лунана-кха (дзонг-кэ ལུང་ནག་ན་ཁ་, вайли lung-nag-na-kha) — южно-бодский язык, на котором говорят около 700 человек, живущих в Бутане, а точнее в гевоге Лунана и в дзонгхаге Гаса. Большинство из носителей языка являются скотоводами, занимающимися выпасом яков. Иногда лунана-кха считается диалектом языка дзонг-кэ, национального языка Бутана.